# Barks Library

Logo der Barks-Library

Die Barks Library (kurz BL), seltener auch Carl Barks Library (kurz CBL) genannt, ist der Name einer Comicalbenreihe, die von 1992 bis 2004 bei Ehapa erschienen ist und in der die Gesammelten Werke von Carl Barks, von 1942 bis zum Ruhestand 1966 geschrieben und gezeichnet, erstmals vollständig auf Deutsch veröffentlicht wurden.

## Barks Disney-Comics
Im Januar 1992 startete der amerikanische Verlag Gladstone mit der Carl Barks Library of Walt Disney's Comics and Stories in Color (CBLC-WDC) das Projekt, sämtliche Disney-Comics von Carl Barks in Farbe herauszugeben. Vorbild war die Carl Barks Library von Another Rainbow, die in den 1980ern in schwarz-weiß erschien. Ab Oktober 1992 erschien die deutsche Ausgabe, basierend auf der Übersetzung von Erika Fuchs.
Insgesamt sind in Deutschland 133 Bände in 8 Reihen erschienen. Die Geschichten wurden chronologisch geordnet und neu koloriert. Die Zusammenstellung der Alben weicht in den amerikanischen und den deutschen Reihen voneinander ab, da die amerikanischen Alben zum Teil einen deutlich geringeren Umfang hatten und deswegen die Gladstone-Reihen mehr Nummern umfassen.
Die Unterreihe „Fähnlein Fieselschweif“ enthält zum Großteil Material, für das Barks nur die Vorzeichnungen lieferte. Die beiden Reihen „Daisy Duck“ und „Oma Duck“ enthalten Geschichten, die Barks nur zeichnete, während die Textvorlagen von anderen Disney-Autoren stammten.

## Deutsche Reihen der Barks Library
Neben den 51 Alben mit normalen Disney-Comics (BL-WDC) erschienen ab 1993 weitere 82 Bände in sieben Barks Library Special Reihen, die jeweils einem Bewohner Entenhausens gewidmet wurden. Während die 51 Bände der Hauptreihe im Wesentlichen die 1-bis-2-seitigen Kurzgeschichten und die 10-Seiter (engl. ten-pager) enthalten, die zwischen 1943 und 1966 monatlich in Walt Disney's Comics & Stories erschienen waren, finden sich die längeren Abenteuergeschichten vor allem in den beiden Unterreihen Onkel Dagobert und Donald Duck.
- Barks Library – Walt Disney Comics (BL-WDC – 51 Bände)
- Barks Library Special – Onkel Dagobert (BL-OD – 38 Bände, 1993–2003)
- Barks Library Special – Donald Duck (BL-DD – 26 Bände, 1994–2001)
- Barks Library Special – Donald Duck Weihnachtsgeschichten (BL-WG – 1 Band, 1993)
- Barks Library Special – Daniel Düsentrieb (BL-DÜ – 6 Bände, 1994–1995)
- Barks Library Special – Fähnlein Fieselschweif (BL-FF – 7 Bände, 2001–2003)
- Barks Library Special – Daisy Duck (BL-DAI – 2 Bände, 2003–2004)
- Barks Library Special – Oma Duck (BL-OMA – 2 Bände, 2003–2004)

## Neuausgaben der Barks Library
Die Serie Barks Comics & Stories ist eine Neuausgabe der Barks Library – Walt Disney Comics. Jeder gebundene Band enthält ein neues Vorwort von Wolfgang J. Fuchs. Die erklärenden Zwischentexte der Heftreihe wurden weggelassen, außerdem einige Geschichten neu übersetzt.
Seit Mai 2009 werden auch die anderen Reihen der Barks Library Special in gebundenen Hardcover-Bänden neu aufgelegt.
- Barks Comics & Stories – 17 Bände
- Barks Onkel Dagobert – 14 Bände
- Barks Donald Duck – 9 Bände
- Barks Daisy & Oma Duck – 1 Band
- Barks Fähnlein Fieselschweif – 2 Bände

Außerdem erschien von 2005 bis 2008 die Carl Barks Collection (CBC) als hochwertige 30-bändige Sammlerausgabe, die in 10 Schubern à drei gebundene Halbleinenbände auf über 8.000 Seiten ebenfalls das gesamte Barks-Material nachdruckte. In dieser Reihe wurden weitere, bisher verschollene Kurzgeschichten von Barks erstmals auf Deutsch veröffentlicht. Die CBC gilt zurzeit als die ultimative Edition von Carls Barks’ Gesamtwerk im deutschsprachigen Raum.
Seit April 2010 erscheint zweimonatlich eine weitere Neuauflage der BL-WDC (Band 1–51) und Barks Library Special (ab Band 52) unter dem Titel Entenhausen-Edition – Donald von Carl Barks.